# Liste der Baudenkmäler in Coburg/Cortendorf

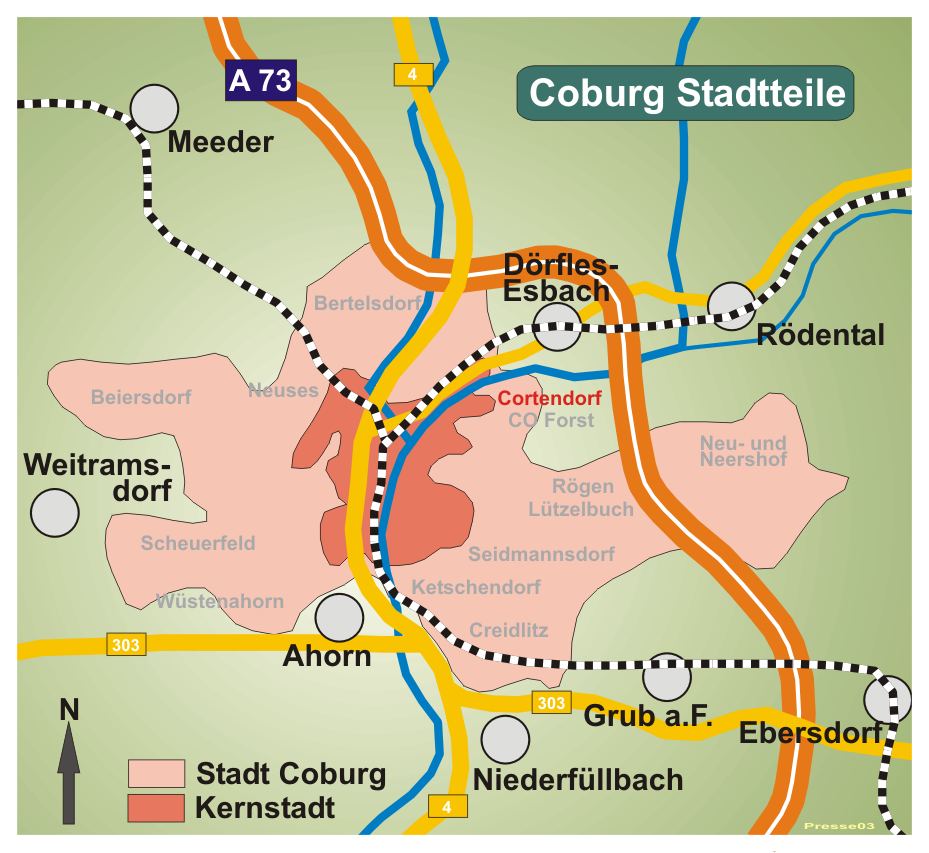
Coburg Stadtteil Cortendorf

Der Coburger Stadtteil Cortendorf liegt nordöstlich der Kernstadt.

## Cortendorf
| Adresse Bezeichnung Akten-Nr.                                                            | Beschreibung | Foto |
| ---------------------------------------------------------------------------------------- | --- | ---- |
| Beerhügel (Standort) Kriegerdenkmal D-4-63-000-586                                       | Dort befindet sich zurückgesetzt ein Denkmal für die Gefallenen des Ersten Weltkrieges, das um 1920 entstanden ist. Einen sich leicht verjüngenden Pfeiler aus Rotsandstein krönt ein Eisernes Kreuz auf einem Sockel. Eine Widmungsinschrift auf der Vorderseite trägt die Symbole Helm und Kranz; seitlich sind Totenkränze angebracht. Davor steht ein 1952 entstandenes Denkmal für die Gefallenen und Vermissten des Zweiten Weltkrieges aus einer Stahlbetonwand, die hyperbelartig zu einer Kreuzfront ansteigt. |      |
| Hahnweg 139 (Standort) LASCO Umformtechnik D-4-63-000-810                                | Auf dem Areal befinden sich die Werksanlagen der LASCO Umformtechnik, die 1863 als Cortendorfer Eisengießerei und Maschinenfabrik von Louis Langenstein und Ludwig Schemann gegründet wurde und sich Ernst-Hütte nennt. Die älteste Gießhalle wurde 1888 von G. Stang aus Mönchröden errichtet. Das langgestreckte Hallenbauwerk bildet den Kern der Fabrikanlage und ist der nordwestliche Teil des Gebäudekomplexes. |      |
| Hahnweg 141 (Standort) LASCO Umformtechnik D-4-63-000-810                                | An der äußersten Ostspitze der Werksanlagen der LASCO Umformtechnik errichtete 1916 W. Müller ein Arbeiterwohnhaus mit Pforte und Kantine. Das Gebäude mit einem Mansardwalmdachhaus und zwei Geschossen hat einen trapezförmigen Grundriss. Der Ziegelbau ist auf der Längsseite fünfachsig. Schlichte Bandgesimse bilden die Geschosstrennung; Ein Eckerker im Obergeschoss steht auf einer mehrfach gestuften Konsole. |      |
| Rosenauer Straße 86 (Standort) Wohnhaus D-4-63-000-811                                   | Das historistische zweigeschossige Wohnhaus wurde 1898 von A. Dittauer in Ziegel mit Sandsteingliederungen erbaut. Die Straßenseite hat einen Eckrisalit. Im Erdgeschoss befinden sich drei Fenster; ein dreiseitiger Erker im Obergeschoss hat gedrehte Ecksäulen und ornamentierte Brüstungen. Auf der rechten, der Grundstückseinfahrt zugewandten Seite befindet sich ein Spornerker mit Mansarddach. Das Dachgeschoss in Fachwerk bedeckt ein Walmdach mit Kniestock. Über den Zwerchgiebeln kragen Schopfwalme, die die Form der Erker auf den beiden Risaliten nachahmen, vor. Der Hauseingang auf der linken Seite ist mit einer Holzveranda überdacht. Dahinter befindet sich ein gedrungener Treppenturm mit Fachwerkobergeschoss. |      |
| Rosenauer Straße 88/90 (Standort) Doppelwohnhaus D-4-63-000-812                          | Das Doppelwohnhaus im historistischen Stil entstand 1905 aus zwei unterschiedlichen Gebäudeteilen. Das traufständige linke Haus Nr. 90 erscheint durch ein Zwerchhaus dreigeschossig, hat ein Satteldach und einen Turm in Fachwerkkonstruktion mit welscher Haube. Das giebelständige rechte Haus Nr. 88 trägt ein Satteldach sowie einen seitlichen Erker mit Filialgiebel. |      |
| Rosenauer Straße 98/100 (Standort) Ehemalige Brauerei Scheidmantel D-4-63-000-813        | Der Gebäudekomplex der Brauerei Scheidmantel besteht aus einer Gruppe von historistischen Ziegelbauten. Sie wurden zwischen 1884 und 1921 von Carl Kleemann, Miller & Hetzel aus München und von Georg Kempf errichtet. 1880 hatte Stephan Scheidmantel das Anwesen seines ein Jahr zuvor verstorbenen Vaters Heinrich Scheidmantel übernommen und erweiterte den Betrieb und die Fabrikbauten stetig. Der Gebäudekomplex wird in südöstlicher Richtung von der Itz, in nordwestlicher Richtung von der Rosenauer Straße begrenzt. |      |
| Rosenauer Straße 111 (Standort) Ehemalige Brauereigaststätte Scheidmantel D-4-63-000-814 | Dieses Haus war früher die Brauereigaststätte Scheidmantel; es steht auf einem ursprünglich dreiseitigen Kopfgrundstück gegenüber der Brauerei Scheidmantel an der Rosenauer Straße. Es ist ein langgestrecktes zweigeschossiges Haus mit verschiefertem Fachwerk und einem Walmdach mit neun zu drei Fensterachsen in strenger Regelmäßigkeit, die nur auf der Langseite durch ein stichbogiges größeres Gastzimmerfenster unterbrochen ist. Das Haus steht auf einem Quadersockel. |      |
| Waldsachsener Straße 4 (Standort) Wohnhaus D-4-63-000-815                                | Das zweigeschossige Walmdachhaus mit verputztem Fachwerk stammt aus dem 18. oder der ersten Hälfte des 19. Jahrhunderts. Es entspricht im Wesentlichen dem Typus der Bauernhäuser des Coburger Umlandes mit Abweichungen wie einen bossierten Quadersockel und den Verzicht auf die vollständige Verschieferung des Fachwerks. |      |